# Aguilafuente
Aguilafuente település Spanyolországban, Segovia tartományban. Aguilafuente Lastras de Cuéllar, Cabezuela, Sauquillo de Cabezas, Escalona del Prado, Aldea Real, Fuentepelayo és Zarzuela del Pinar községekkel határos. Lakosainak száma 564 fő (2024).

## Népesség
A település népessége az elmúlt években az alábbi módon változott:
| Lakosok száma | 806  | 773  | 736  | 721  | 679  | 647  | 585  | 573  | 564  | 564  |
|               | 2001 | 2004 | 2007 | 2009 | 2012 | 2014 | 2017 | 2019 | 2022 | 2024 |